# Polügnótosz
Polügnótosz (Thászosz, c. I. e. 500 – Thászosz vagy Athén, c. I. e. 440) görög festő volt.

## Munkássága
Polügnótosz Thászosz szigetén született, majd Athénba költözött, ahol korának legkiemelkedőbb festője lett. Számos megbízást kapott freskók készítésére a városállamban és Delphoiban. Témái között olyan mitologikus események voltak, mint a trójai háború vagy Odüsszeusz az alvilágban.
Képei közül nem egy 5 méter széles és 16 méter hosszú volt, némelyiken hetven alakot vonultatott fel. Munkái közül egy sem maradt fenn, de régi szerzők, például Pauszaniasz Periégétész útleírásaiból, valamint a Polügnótosz által inspirált vázafestők munkáiból rekonstruálni lehet őket. Polügnótosz fő újítása az egydimenziós ábrázolás elhagyása volt. Míg elődei és kortársai egy horizontális vonalon sorakoztatták fel alakjaikat, Polügnótosz emelkedő tájban helyezte el figuráit, ezzel megteremtve a mélység illúzióját. Képei díszítették az athéni Színes Csarnokot és Delphoiban a knidosziak kincsesházát.

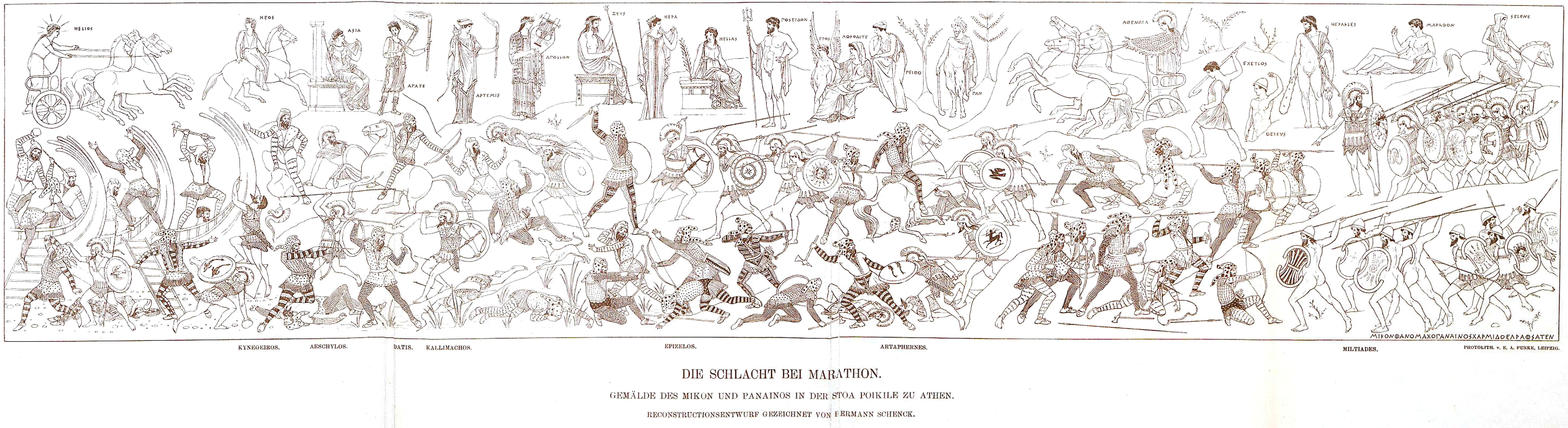
A marathoni csatát ábrázoló Polügnótosz kép rekonstrukciója